# 赖因哈德·黑夫纳
赖因哈德·黑夫纳（德語：Reinhard Häfner，1952年2月2日—2016年10月24日），德国男子足球运动员，司职中场。他曾代表东德参加1972年和1976年夏季奥林匹克运动会足球比赛，获得一枚金牌和一枚铜牌。